# Futsalliga West 2016/17
Die Futsalliga West 2016/17 war die zwölfte Saison der Futsalliga West, der höchsten Futsalspielklasse der Männer in Nordrhein-Westfalen. Die Saison begann am 3. September 2016 und endete mit dem letzten Spieltag am 4. März 2017. Meister wurde erstmals der MCH Futsal Club Sennestadt aus Bielefeld vor dem Titelträger Holzpfosten Schwerte. Beide Mannschaften qualifizierten sich für die Deutsche Futsal-Meisterschaft 2017. Torschützenkönig wurde Hakim Aytan von den Black Panthers Bielefeld mit 31 Toren.
Die Abstiegsplätze belegten der UFC Paderborn, der SC Bayer 05 Uerdingen und Alemannia Aachen. Aus den untergeordneten Ligen stiegen die zweite Mannschaft des UFC Paderborn, der Wuppertaler SV und die Bonner Futsal Lions. Die Futsal Lions Düsseldorf traten Fortuna Düsseldorf bei.

## Tabelle
| Pl.               | Verein                       | Sp. | S  | U | N  | Tore    | Diff. | Punkte |
| ----------------- | ---------------------------- | --- | -- | - | -- | ------- | ----- | ------ |
| 1.                | MCH Futsal Club Sennestadt   | 18  | 13 | 3 | 2  | 107:490 | +58   | 42     |
| 2.                | Holzpfosten Schwerte (M)     | 18  | 13 | 1 | 4  | 114:480 | +66   | 40     |
| 3.                | Futsal Panthers Köln         | 18  | 13 | 0 | 5  | 096:500 | +46   | 39     |
| 4.                | Black Panthers Bielefeld (N) | 18  | 12 | 3 | 3  | 132:650 | +67   | 39     |
| 5.                | UFC Münster                  | 18  | 10 | 1 | 7  | 091:690 | +22   | 31     |
| 6.                | Futsal Lions Düsseldorf (N)  | 18  | 9  | 2 | 7  | 080:680 | +12   | 29     |
| 7.                | SC Aachen                    | 18  | 8  | 1 | 9  | 055:450 | +10   | 25     |
| 8.                | UFC Paderborn                | 18  | 3  | 1 | 14 | 069:103 | −34   | 10     |
| 9.                | SC Bayer 05 Uerdingen        | 18  | 2  | 0 | 16 | 039:116 | −77   | 06     |
| 10.               | Alemannia Aachen (N)         | 18  | 1  | 0 | 17 | 038:208 | −170  | 03     |
| Stand: Saisonende |                              |     |    |   |    |         |       |        |

| Zum Saisonende 2016/17: | |
| Meister und Teilnahme an der Deutschen Futsal-Meisterschaft 2017: MCH Futsal Club Sennestadt Teilnahme an der Deutschen Futsal-Meisterschaft: Holzpfosten Schwerte Abstieg in die Ober- bzw. Verbandsliga: UFC Paderborn, SC Bayer 05 Uerdingen, Alemannia Aachen | |
| | |
| Zum Saisonende 2015/16: | |
| (M) | Titelverteidiger: Holzpfosten Schwerte                                                                          |
| (N) | Aufsteiger aus der Ober- bzw. Verbandsliga: Alemannia Aachen, Black Panthers Bielefeld, Futsal Lions Düsseldorf |

## Kreuztabelle
| 2016/17                    | ALA  | SCA | BIE  | DÜS  | KÖL  | MÜN  | PAD | SCH  | SEN  | UER  |
| -------------------------- | ---- | --- | ---- | ---- | ---- | ---- | --- | ---- | ---- | ---- |
| Alemannia Aachen           |      | 0:7 | 4:12 | 2:15 | 0:5  | 0:8  | 5:4 | 2:11 | 3:19 | 3:7  |
| SC Aachen                  | 8:0  |     | 2:5  | 2:2  | 1:4  | 1:2  | 6:1 | 0:5  | 2:3  | 5:0  |
| Black Panthers Bielefeld   | 27:5 | 4:3 |      | 6:6  | 4:6  | 3:2  | 9:1 | 1:8  | 4:4  | 6:4  |
| Futsal Lions Düsseldorf    | 9:3  | 1:3 | 3:6  |      | 0:3  | 4:6  | 6:3 | 1:4  | 6:2  | 3:2  |
| Futsal Panthers Köln       | 17:2 | 2:3 | 4:2  | 4:6  |      | 4:3  | 4:3 | 6:1  | 3:4  | 10:2 |
| UFC Münster                | 12:2 | 5:0 | 2:9  | 5:8  | 2:3  |      | 3:3 | 1:3  | 3:2  | 5:3  |
| UFC Paderborn              | 7:3  | 2:4 | 4:11 | 4:5  | 4:7  | 7:13 |     | 4:6  | 4:6  | 8:1  |
| Holzpfosten Schwerte       | 26:1 | 3:2 | 5:8  | 7:0  | 6:1  | 4:7  | 4:3 |      | 2:2  | 10:1 |
| MCH Futsal Club Sennestadt | 12:2 | 6:0 | 1:1  | 3:1  | 6:3  | 11:5 | 7:2 | 7:3  |      | 5:0  |
| SC Bayer 05 Uerdingen      | 2:1  | 0:6 | 1:14 | 3:4  | 1:10 | 3:7  | 3:5 | 1:7  | 5:7  |      |
| Stand: Saisonende          |      |     |      |      |      |      |     |      |      |      |

## Weblink
- Futsalliga West 2016/17 bei Fussball.de